# Sedum palmeri
Sedum palmeri (sin. Sedum compressum), també dit crespinell de palmera, és una planta suculenta pertanyent al gènere Sedum. És originari de les muntanyes del Mèxic.
És utilitzada en horticultura per a guarnir les potées, les rocalles i les vorades de jardí.

## Descripció

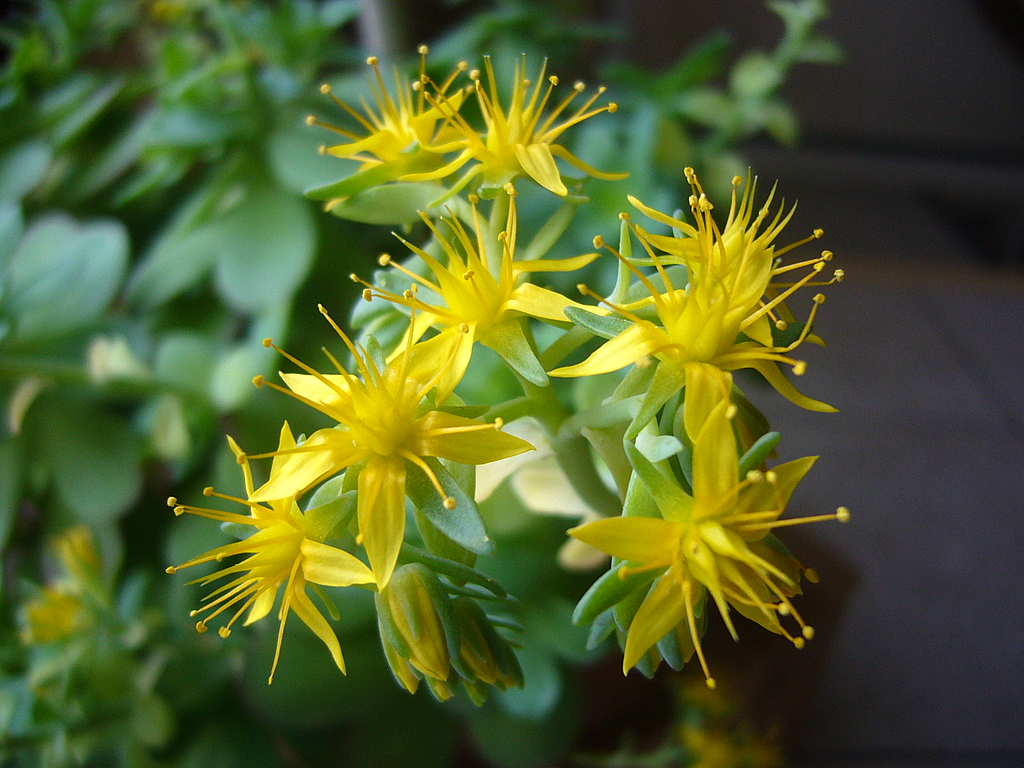
Flors de Sedum palmeri

Sedum palmeri té un port arbustif, reptant o recaient segons la cultura i l'exposició. Pot mesurar fins a 20 d'alt i se sembla a un Aeonium.
La planta forma de rosetes petites de fulles sèssils blau-verd, vermell en cas de calor o de gel, de 5 a 8 cm de diàmetre, portades per tiges ramificades d'una vintena de centímetres.
Dona moltes flors grogues d'aproximadament 2 cm de diàmetre portades per una cima multípar i caracteritzades per 5 sèpals i 5 pètals punxeguts al voltant de nombrosos estams més llargs que aquests. La seva floració precoç a la primavera (més d'hora si les plantes han estat entrades en un lloc calent) en fa una planta mel·lífera interessant.

## Cultura
L'espècie és rústica (Zona USDA 8, fins a -10 °C però en un terra molt drenant). Té un creixement molt ràpid i aprecia el ple sol.
L'esqueix és molt fàcil (tija sola o roseta amb almenys 1 cm de tija). Un fragment esqueixat a l'estiu ja florirà al mig de l'hivern següent.
Pot rebre un perxell o ser tallat per a fer-ne una sort de bonsai en pocs anys.